# Gymnogeophagus gymnogenys
Gymnogeophagus gymnogenys (Hensel, 1870) è un pesce di acqua dolce appartenente alla famiglia Cichlidae ed alla sottofamiglia Geophaginae.

## Habitat e Distribuzione
Si trova nei laghi in Uruguay, in Argentina ed in Brasile..

## Descrizione
Presenta un corpo compresso lateralmente ed abbastanza alto. Il colore di base è giallo-arancione, ma sul corpo sono visibili delle macchie marroni scure. Sull'opercolo e sulla testa sono presenti delle macchie azzurre iridescenti. Le pinne sono trasparenti e rosate, macchiate di azzurro. La pinna caudale non è biforcuta, e la pinna dorsale è alta. In genere non supera i 15 cm, ma può arrivare a 25.

## Biologia

### Comportamento
È un pesce generalmente pacifico, ma può essere aggressivo con i conspecifici soprattutto nel periodo riproduttivo.

### Riproduzione
È un pesce oviparo e la fecondazione è esterna. Le uova vengono deposte nel substrato e coperte di sabbia, e quando si schiudono la femmina continua a proteggere gli avannotti, all'occorrenza anche portandoli in bocca.

## Acquariofilia
Anche se può essere tenuto negli acquari, non si trova comunemente in vendita.